# Leião
Leião é um lugar pertencente à freguesia de Porto Salvo, em Oeiras. Desenvolveu-se a partir do século XVI ao longo das principais vias de comunicação da área, sendo referida pela primeira vez num documento de 1582. O crescimento demográfico da década de 60 do século XX contribuiu para a sua expansão em direção a Talaíde, lugar com o qual forma um contínuo urbano. As melhorias na acessibilidade e a proximidade com o Taguspark levaram também à fixação de empresas na localidade. Apresenta uma malha regular, preenchida por habitações de baixa densidade.

Apresenta como principais pontos de interesse o chafariz da localidade, a Igreja de Nossa Senhora do Socorro e, a sudeste, a Villa Romana de Leião.